# Коста, Алессандро
Алессандро Коста (итал. Alessandro Costa; 19 марта 1857, Рим — 12 декабря 1943, Момпео) — итальянский пианист, композитор и философ.
Учился в римском Лицее Санта-Чечилия в классах Джованни Сгамбати (фортепиано) и Эудженио Терциани (композиция). В 1878 году дебютировал как композитор фортепианным квинтетом, успешно исполненным в Лицее и в том же году опубликованным в Лейпциге. Дебютировал на концертной сцене Рима в 1880 году с серией концертов вместе с другим пианистом, своим соучеником Уберто Бандини, исполняя в том числе и собственные сочинения (включая написанные в соавторстве). Наряду с интересом к современной музыке дуэт Бандини и Коста внёс значительный вклад в пропаганду творчества Иоганна Себастьяна Баха, как собственными исполнениями, так и организацией концертов (так, на одном из концертов созданного ими Баховского общества в конце 1880 года впервые в Италии прозвучали отдельные номера из баховской Мессы си минор). Одновременно Коста продолжал заниматься композицией, сочинив две симфонии, второй фортепианный квинтет, несколько вокальных произведений.
В начале 1900-х гг. деятельность Баховского общества сошла на нет, и Коста посчитал, что его вклад в итальянскую музыкальную культуру уже достаточен. Он отказался от композиции и также от преподавательской работы, полностью посвятив себя сочинению книг и статей философского характера. Начав с книги «Размышления над историей музыки» (итал. Pensieri sulla storia della musica; 1900), он в дальнейшем писал преимущественно о взаимодействии европейской философии и буддизма, в том числе на материале музыки и искусства. Отдельными книгами вышли «Тенденции немецкой психологии» (итал. Orientamenti della psicologia tedesca; 1903, переиздания 1921 и 1932), «Проблемы эгоизма» (итал. I problemi dell'egoismo; 1912), «Философия и буддизм» (итал. Filosofia e buddhismo; 1913, с приложением переводов из Дхаммапады и Сутта-нипаты), «Будда и его учение» (итал. Il Buddha e la sua dottrina; 1920), «Об одной возможной религии будущего» (итал. Di una possibile futura religione; 1924), «Цель жизни у Данте, Гёте, Шопенгауэра, Вагнера и Леопарди» (итал. La meta della vita in Dante, Goethe, Schopenhauer, Vagner e Leopardi; 1938).